# 藤本和則
藤本 和則（ふじもと かずのり）は、日本の作曲家、編曲家、音楽プロデューサー。神奈川県出身。立教大学卒。別名義にKazunori Fujimoto、フジ・モトカ（FujiMOTOKA）がある。

## 来歴
AI、青山テルマ、中孝介、CHEMISTRY、HOME MADE 家族、ケツメイシ、倖田來未、May J.、清水翔太、SOFFet、などをはじめとする数多くのアーティストへの楽曲提供や編曲、プロデュース等を手がける。
代表作としてはミリオンセラーを記録したCHEMISTRY「PIECES OF A DREAM」（作曲・サウンドプロデュース）が挙げられる。
2021年よりフジ･モトカ名義でアニメ・ゲーム関連の楽曲も多く手がけている。

## 主な作品
- AI「My Friend」（作曲・プロデュース）
- 青山テルマ「Happiness」（プロデュース）
- AZU「時間よ止まれ feat. SEAMO」（作曲・編曲）、「いますぐに…」（作曲・プロデュース）
- 中孝介「Goin' on」（作曲・編曲）、「恋の栞」（編曲）
- CHEMISTRY「PIECES OF A DREAM」（作曲・サウンドプロデュース）、「Point of No Return」（作曲・サウンドプロデュース）、「SOLID DREAM」（作曲・サウンドプロデュース）、「Once Again」（作曲・サウンドプロデュース）
- HOME MADE 家族「もっと君を...」（作曲・サウンドプロデュース）、「ぬくもり」（作曲・サウンドプロデュース）、「いつもいつでも」（作曲・サウンドプロデュース）、「Love is… feat.Ms.OOJA」（作曲・編曲）
- Leyona「travellin' man」（プロデュース）、「ひかりのうた」（プロデュース）「部屋」（作曲）、「Melody (アルバム）」（作曲・プロデュース）
- May J.「サヨナラの他に」、「brand-new days」（作曲・プロデュース）、「Baby Close Your Eyes」（プロデュース）
- おいしいうたファミリー[注 1]「明日の空」（作曲・編曲）（すごくおいしいうた内収録）
- PUSHIM「Strong Woman」（プロデュース）「pak's groove（アルバム)」（プロデュース）
- 清水翔太「Tears」（作曲・サウンドプロデュース）
- SOFFet「春風」（編曲）、「Life」（編曲）、「Answer」（編曲）、「Love Story」（編曲）、「花」（編曲）
- wyolica「ありがとう」（プロデュース）、「Mercy Me 〜いつか光を抱けるように〜」（プロデュース）
- DEEP「Echo~優しい声~」（作曲・編曲）、「キミがいるから」（作曲・編曲）、「True Love」（作曲・編曲）
- Paradox Live
  - BAE「BaNG!!!」（作曲・編曲）、「AmBitious!!!」（作曲・編曲）、「EmBlem!!!」（作曲・編曲）、「P△R△DISE（feat. ISSA）」（作曲・編曲）
  - The Cat's Whiskers「Life Is Beautiful」（作曲・編曲）

## サウンドプロデュース・楽曲提供アーティスト/プロジェクト
- ahhco
- AI
- 青山テルマ
- aozorafantasii
- ari
- 有坂美香
- as
- 中孝介
- AZU
- bird
- CHEMISTRY
- Crazy Raccoon
- 大国男児
- DANCE EARTH PARTY
- DEEP
- DISH//
- First place
- Full Of Harmony
- FLAME
- Flower
- flex life
- 原神
- Hamunica-Fun
- Hey! Say! JUMP
- 日之内エミ
- HOME MADE 家族
- Hi!Superb
- 伊沢麻未
- JAMOSA
- Jennifer
- KAME&L.N.K
- KAMUI
- 唐沢美帆
- カサリンチュ
- kazami
- ケツメイシ
- Keyco
- 岸本勇太
- 倖田來未
- KOHEI JAPAN
- 工藤静香
- 葛谷葉子
- La Jiao
- Leyona
- ロザリーナ
- May J.
- 松下奈緒
- Mimi
- miray
- MOOMIN
- 浪川大輔
- Neo
- おいしいうたファミリー
- ORITO
- Paradox Live
  - BAE
  - The Cat's Whiskers
  - VISTY
  - 1Nm8
  - 武雷管
- PUSHIM
- RAG FAIR
- 龍雅-Ryoga-
- Safarii
- 嶋野百恵
- 清水翔太
- SATOMI'
- SHARE LOCK HOMES
- 私立恵比寿中学
- SMAP
- SOFFet
- Sowelu
- Spontania
- STUDIO APARTMENT
- Sugar
- Sunya
- 高杉さと美
- チームしゃちほこ
- t-Ace
- TEE
- 寺嶋由芙
- TiA
- 露崎春女
- Tyler
- 汐れいら
- Vimclip
- Wakana
- wyolica
- XOX
- YA-KYIM
- 遊助
- ZAN

### その他
- トラックメイカー羽山匠とのプロデューサーユニットALKA-LINEとしても活動している。
- 2007年には、ヴォーカリスト奥島ナヲとのユニットLiga Orienteで、オリジナルアルバム1枚、リミックスアルバム1枚をリリースしている。